# 湖龙科
湖龙科（学名：Limnoscelidae）是脊索动物门下的一个科。

## 下属分类
本科包括以下属：
- 湖龙属 Limnoscelis Williston, 1911
- Limnosceloides Romer, 1952
- Limnostygis Carroll, 1967
- Romeriscus Baird & Carroll, 1968